# Баранаускайте-Визбарене, Ирена
Ирена Баранаускайте-Визбарене (лит. Irena Baranauskaitė-Vizbarienė; род. 25 июня 1977, Алитус) — литовская баскетболистка, выступавшая в амплуа форварда и центрового. Чемпионка Европы 1997, награждена Медалью ордена великого князя литовского Гядиминаса (1997) и Орденом «За заслуги перед Литвой» V степени (2005).

## Биография
Ирена Визбарене-Баранаускайте воспитанница баскетбольной школы Алитуса. Первым профессиональным клубом стал местный «Снэйгес». В 1995 году Ирена переходит вильнюсскую команду «Литовус Телекомас», где вносит ощутимый вклад в победы клуба, становлении его, как гранда прибалтийского баскетбола. Все последующие триумфы неотрывно связаны с Визбарене: 8 побед в чемпионате Литвы и 7 побед в Балтийской лиге, бронзовый призёр Евролиги 2004/05. За время выступления в Вильнюсе баскетболистка побывала в краткосрочной аренде, выступая за испанский «Рос Касарес» с 6 по 25 марта 2003 года (1 матч в чемпионате Испании + 1 матч в Евролиге).
В 2008 году Ирена приезжает в Россию выступать за курское «Динамо». После окончания сезона переезжает в Грецию выступать за один из сильнейших клубов Европы «Афинаикос». Единственный сезон, проведенный в этом клубе, стал для баскетболистки победным во всех турнирах: чемпионка Греции и обладатель Кубка Европы. Причём в еврокубке Ирена в полуфинале играла против своего бывшего клуба «Динамо». В финале европейского турнира  Ирена выдала выдающуюся игру — в первом матче с «Надеждой» набирает 14 очков и 11 подборов, во втором матче 14 очков и 4 подбора.
На следующий год Визбарене вновь возвращается  в «Динамо», где с командой занимает 4-е место в чемпионате России. Данный сезон стал для неё последним в баскетбольной карьере.
В составе национальной сборной Ирена дебютировала на чемпионате Европы в 1997 году. На том «золотом» первенстве баскетболистка играла в 2 играх, из них одна в полуфинале со сборной Германией (2 минуты, 2 очка). Участница трёх чемпионатов Европы и одного «мирового форума». На своём последнем европейском первенстве в 2005 году Визбарене была лучшая в команде по подборам (6,5) и блок-шотам (1,9).
В настоящее время Ирена Визбарене-Баранаускайте является помощником главного тренера молодежной команды «Яуниейи Талентаи», которая выступает во втором дивизионе чемпионата Литвы «NMKL».

### Статистика выступлений за сборную Литвы (средний показатель)
| Сборная | Сезон | Место | Чемпионат | Чемпионат | Чемпионат | Чемпионат |
| Сборная | Сезон | Место | Игр       | Очк       | Подб      | Перед     |
| ------- | ----- | ----- | --------- | --------- | --------- | --------- |
| ЧМ      | 2002  | 11    | 8         | 6,6       | 3,9       | 1,0       |
| ЧЕ      | 1997  | 1     | 2         | 2,5       | 0         | 0         |
| ЧЕ      | 2001  | 4     | 4         | 10,8      | 4,9       | 0,8       |
| ЧЕ      | 2005  | 4     | 8         | 7,0       | 6,5       | 0,9       |

## Достижения
- Чемпион Европы: 1997
- Обладатель Кубка Европы: 2010
- Чемпион Литвы: 1996, 2000, 2001, 2002, 2003, 2004, 2005, 2006
- Чемпион Греции: 2010
- Победитель Балтийской лиги: 2000, 2001, 2002, 2003, 2004, 2005, 2006